# المفتشية العامة السعودية
المفتشية العامة السعودية، هي الجهة السعودية المسؤولة عن مهمة التفتيش وإصدار التقارير إلى مجلس الوزراء بخصوص عمل إدارات الدولة الأخرى. كان يربط منصب المفتش العام بوزارة الدفاع والطيران قبل أن يقرر الملك عبد الله بن عبد العزيز آل سعود عام 1432هـ فصل المفتشية العامة عن وزارة الدفاع. المفتش العام الحالي هو الأستاذ مازن بن إبراهيم بن محمد الكهموس كونه رئيسا للهيئة الوطنية لمكافحة الفساد، والتي تم تغيير اسمها إلى هيئة الرقابة ومكافحة الفساد.